# カプロニ Ca.161
カプロニ Ca.161
- 用途：高高度飛行実験機
- 設計者：Rodolfo Verduzio
- 製造者：カプロニ
- 初飛行：1936年

カプロニ Ca.161（Caproni Ca.161）は、1936年に高高度飛行の世界記録樹立に挑戦するためにカプロニ社で製造されたイタリアの航空機である。

## 設計と開発

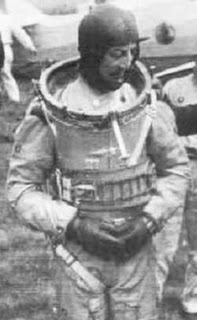
高高度飛行用の与圧服を着用したマリオ・ペッツィ

Ca.161はCa.113の設計を基にした同一翼幅の片翼に2本ずつ支柱を持つスタッガード配置の複葉機であり、与圧服を着用したパイロットは開放式のコクピットに搭乗した。
1937年5月8日にマリオ・ペッツィ中佐が高度15,655 m (51,362 ft)を飛行して高高度飛行の世界記録を樹立した。翌年の1938年10月22日にペッツィはより強力なエンジンを搭載したCa.161bisで17,083 m (56,047 ft)まで到達して記録を更新した。2012年現在この記録は依然としてピストンエンジン搭載の複葉機による世界記録を保持し続けている。
本機による最後の高度記録は1939年9月25日にニコラ・ディ・マウロ（Nicola di Mauro）の操縦で記録されたフロートを装着したCa.161Idroによる13,542 m (44,429 ft)であった。この記録は2012年現在も水上機による世界記録を保持し続けている。

## 派生型
- Ca.161 - ピアッジョ P.XI R.C.72エンジン搭載のオリジナル型
- Ca.161bis - ピアッジョ P.XI R.C.100/2vエンジン搭載の改良型
- Ca.161Idro - 水上機型

## 要目 (Ca.161bis)
出典: Italian Civil and Military Aircraft 1930-1945 apart from weights
諸元
- 乗員: 1
- 全長: 8.25 m （27 ft 1 in）
- 全高: 3.50 m （11 ft 6 in）
- 翼幅: 14.25 m（46 ft 9 in）
- 翼面積: 35.5 m2 （382 ft2）
- 空虚重量: 1,205 kg （2,657 lb）
- 運用時重量: 1,650 kg （3,638 lb）
- 有効搭載量: kg （lb）
- 最大離陸重量: kg （lb）
- 動力: ピアッジョ P.XI 空冷 14気筒星型エンジン、560 kW （750 hp）   × 1

性能
- 超過禁止速度: km/h （kt）
- 最大速度: km/h （kt） mph
- 失速速度: km/h （kt）
- フェリー飛行時航続距離: km （海里）
- 航続距離: km （nmi） mi
- 実用上昇限度: m （ft）
- 巡航高度: 17,083 m (56,047 ft)
- 上昇率: 10.3 m/s （2,018 ft/min）
- 離陸滑走距離: m （ft）
- 着陸滑走距離: m （ft）
- 翼面荷重: kg/m2 （lb/ft2）
- 馬力荷重（プロペラ）: kW/kg （lb/hp）